# Christin Siebel

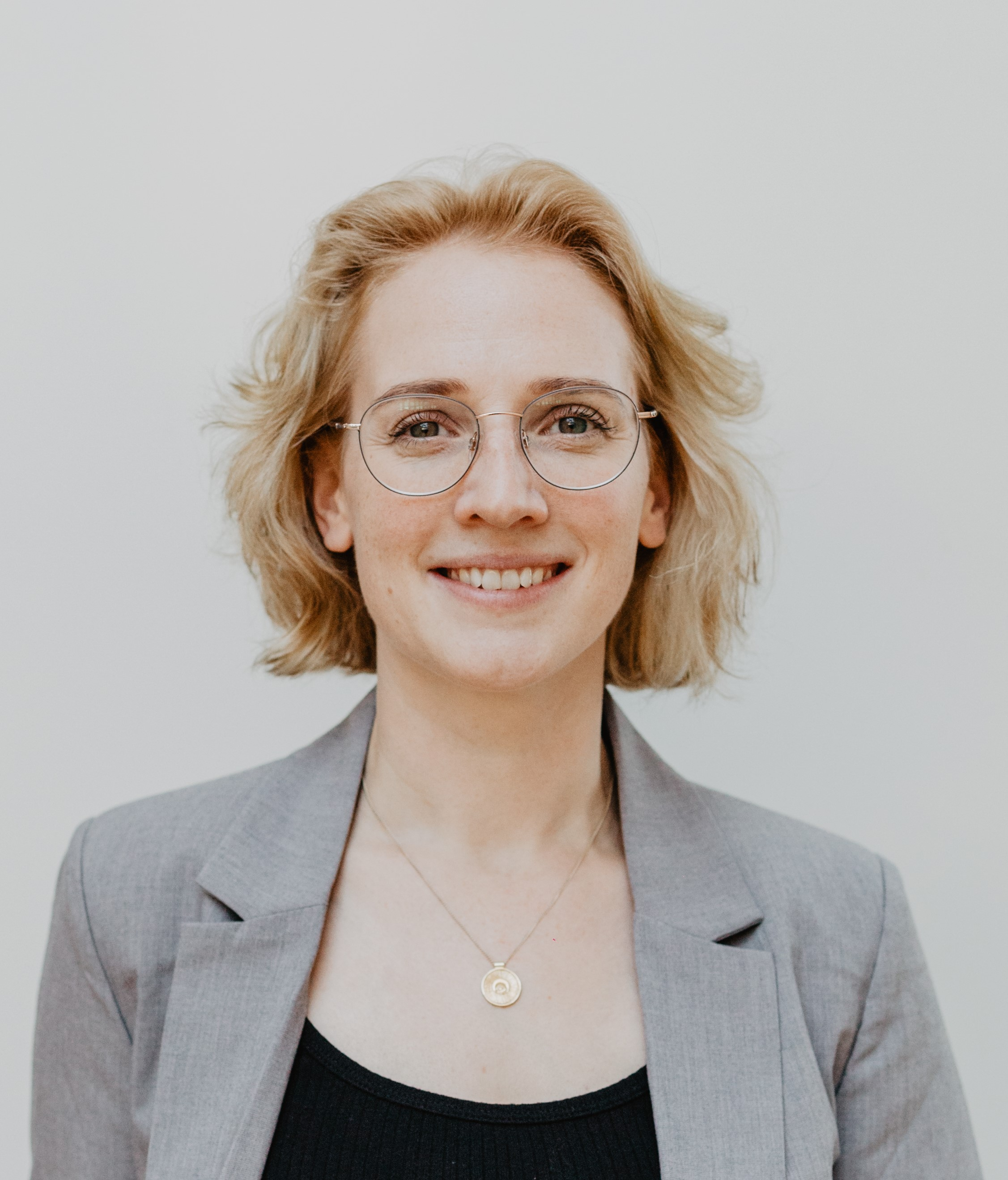
Christin Siebel (2022)

Christin Siebel (geb. Riedel; * 12. März 1985 in Oldenburg) ist eine deutsche Politikerin (SPD) und seit dem 1. Juni 2022 Mitglied des Landtages von Nordrhein-Westfalen.

## Leben
Christin Siebel absolvierte nach ihrem Schulabschluss zunächst bis 2005 eine Ausbildung zur IT-Systemkauffrau und war bis 2009 in diesem Beruf tätig. Als beruflich Qualifizierte erhielt Siebel 2011 die Hochschulzugangsberechtigung und zog nach Gelsenkirchen. Dort studierte sie bis 2015 Journalismus und Public Relations an der Westfälischen Hochschule mit Bachelorabschluss 2015. Danach war sie zunächst in der Pressestelle der SPD-Landtagsfraktion NRW beschäftigt, bevor sie zwischen 2016 und 2022 als Gewerkschaftssekretärin für den Schwerpunkt Jugend tätig war. Berufsbegleitend nahm sie 2021 ein Masterstudium der Arbeitswissenschaft an der Ruhr-Universität Bochum auf.

## Partei und Politik
2011 trat Siebel in die SPD ein und verbrachte die ersten Jahre ihres politischen Lebens vorrangig bei den Jusos in Gelsenkirchen. 2014 wurde sie in den Landesvorstand der NRW Jusos gewählt, dem sie zwei Perioden bis ins Jahr 2018 angehörte. 2015 folgte die erste Anstellung bei der SPD-Landtagsfraktion NRW. Dort arbeitete sie in der Pressestelle und beteiligte sich an der Organisation des Formats „Fraktion im Dialog“, das sich dem Austausch zwischen Fraktion, Bürger und Bürgerinnen widmete. Von 2018 bis 2020 war Siebel Vorsitzende der Arbeitsgemeinschaft für Arbeitnehmerfragen der SPD Gelsenkirchen.
Siebel erhielt bei der Landtagswahl in Nordrhein-Westfalen 2022 am 5. Mai mit 42,3 % der Stimmen ein Direktmandat im Landtagswahlkreis Gelsenkirchen I – Recklinghausen V für ihre Partei. In ihrem Amt als Landtagsabgeordnete ist sie Mitglied in den Ausschüssen für Familie, Kinder und Jugend, für Wissenschaft und im Unterausschuss Bergbausicherheit.

## Ehrenamt
Siebel war von 2015 bis 2023 Vorsitzende der SJD-Die Falken im Unterbezirk Gelsenkirchen. Sie war Hauptinitiatorin des Abendfestivals „Laut gegen Rechts“, das seit 2015 jährlich stattfindet.